# Biserica Adormirea Maicii Domnului din Pădurișu
Biserica Adormirea Maicii Domnului din Pădurișu este un monument istoric aflat pe teritoriul satului Pădurișu, comuna Frumușani.

## Galerie

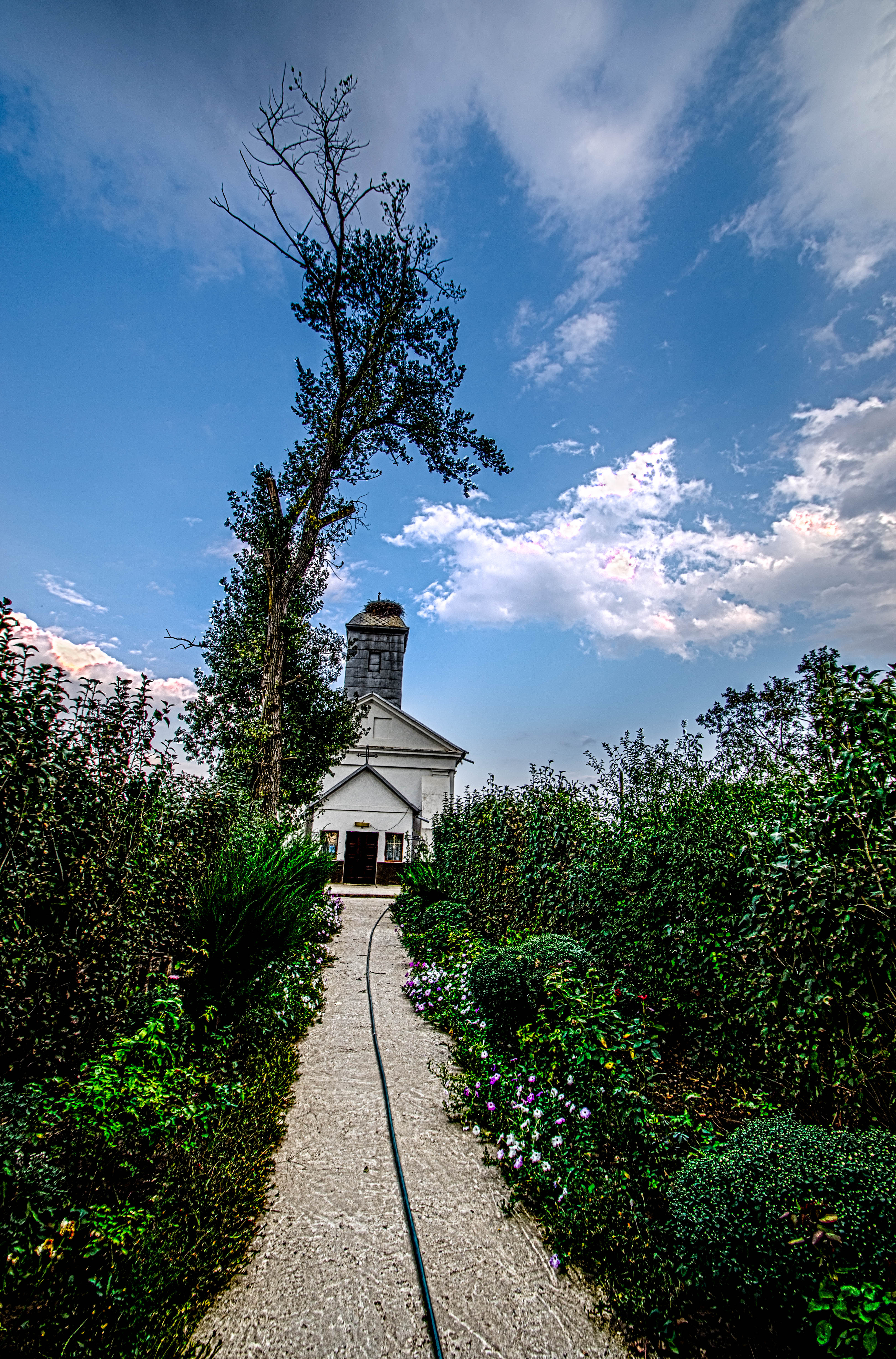
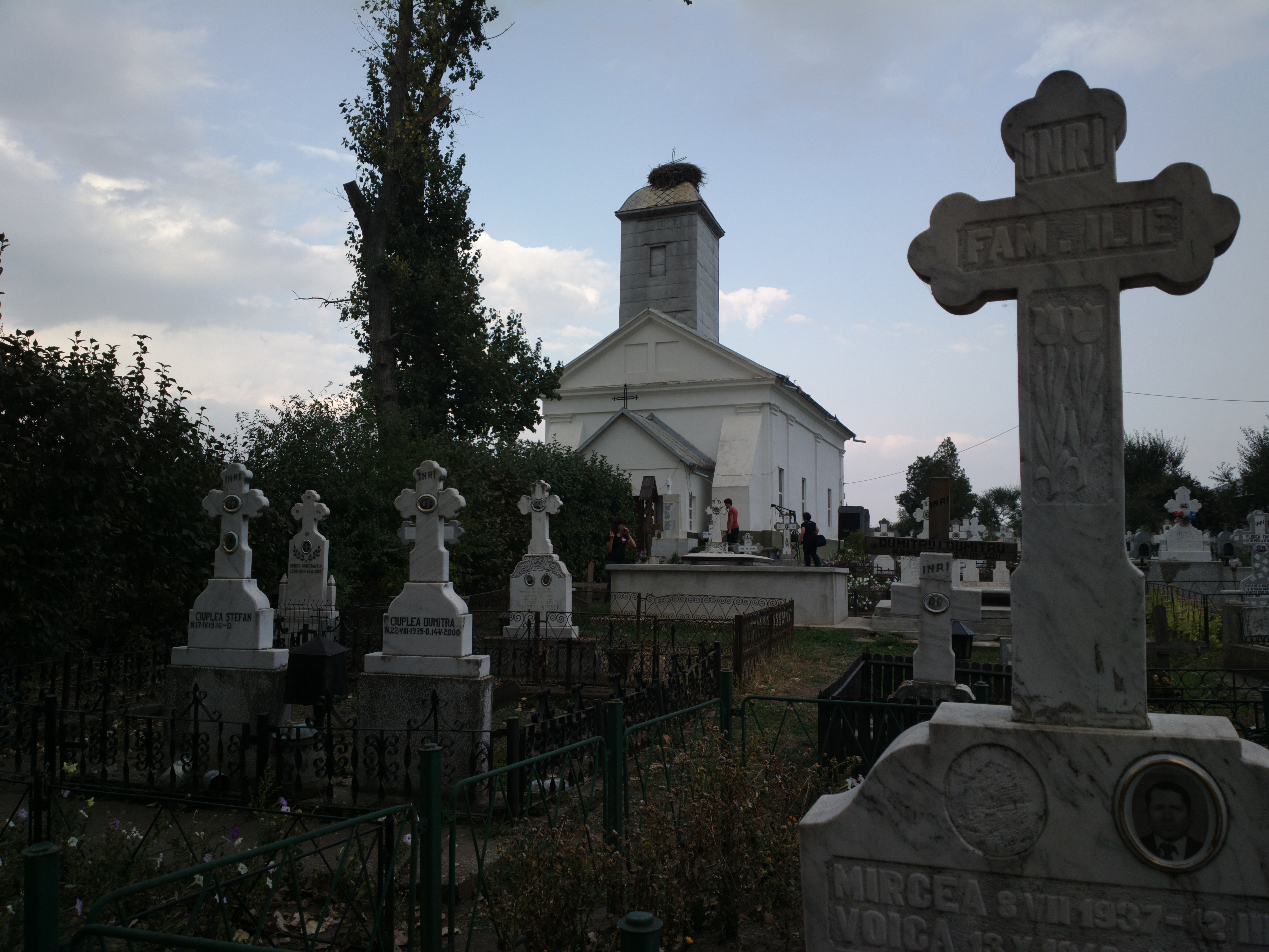
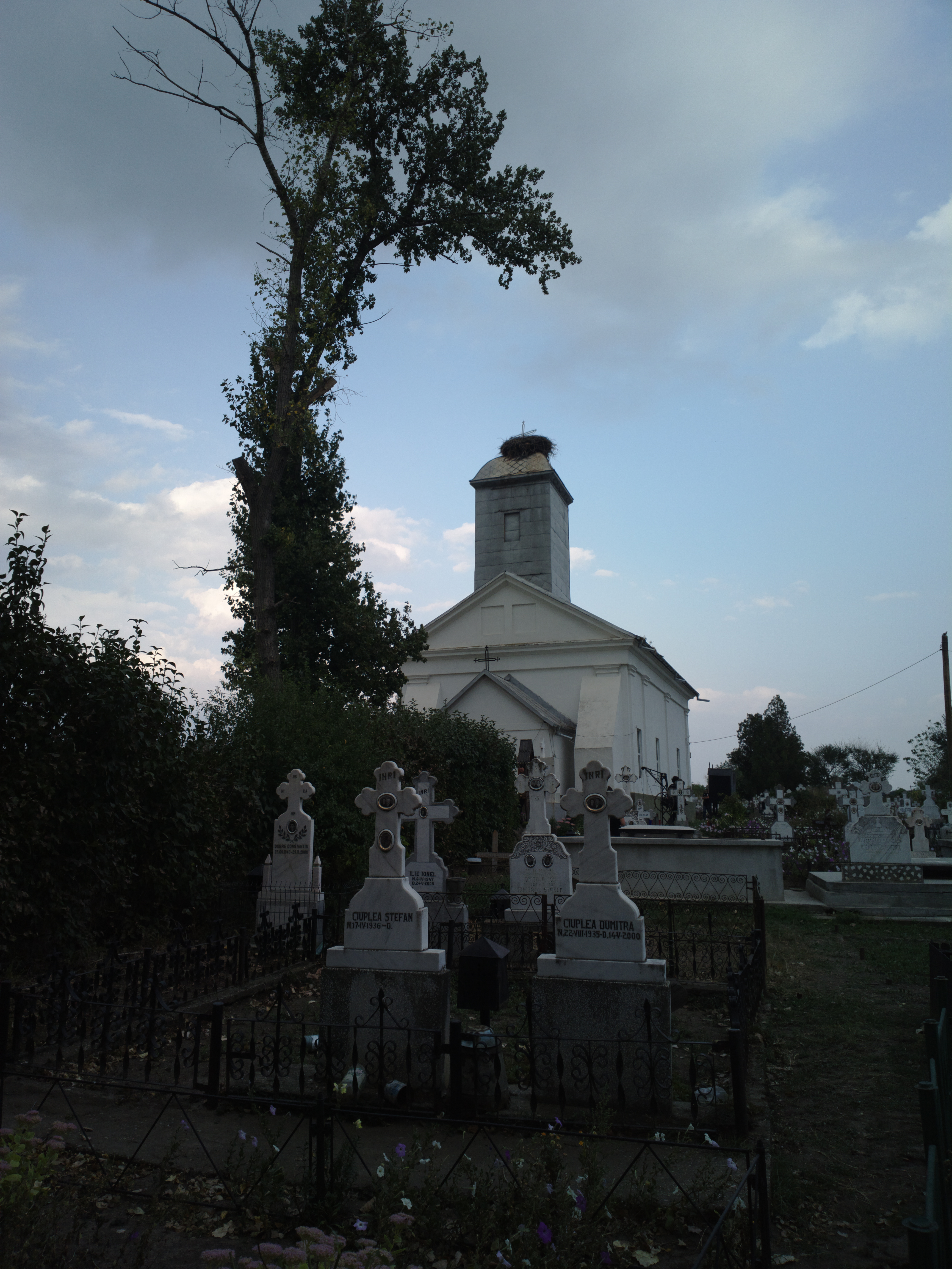
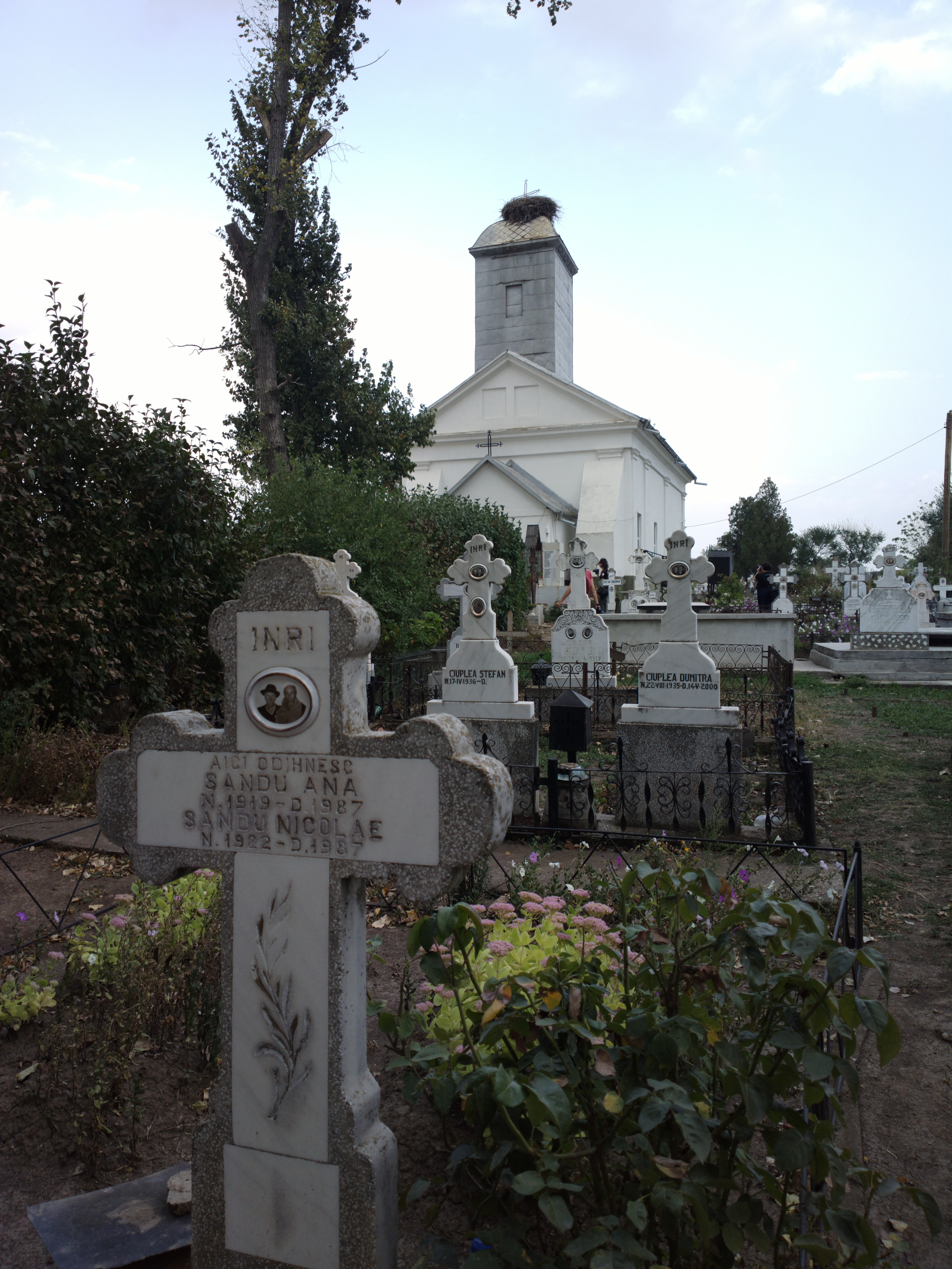
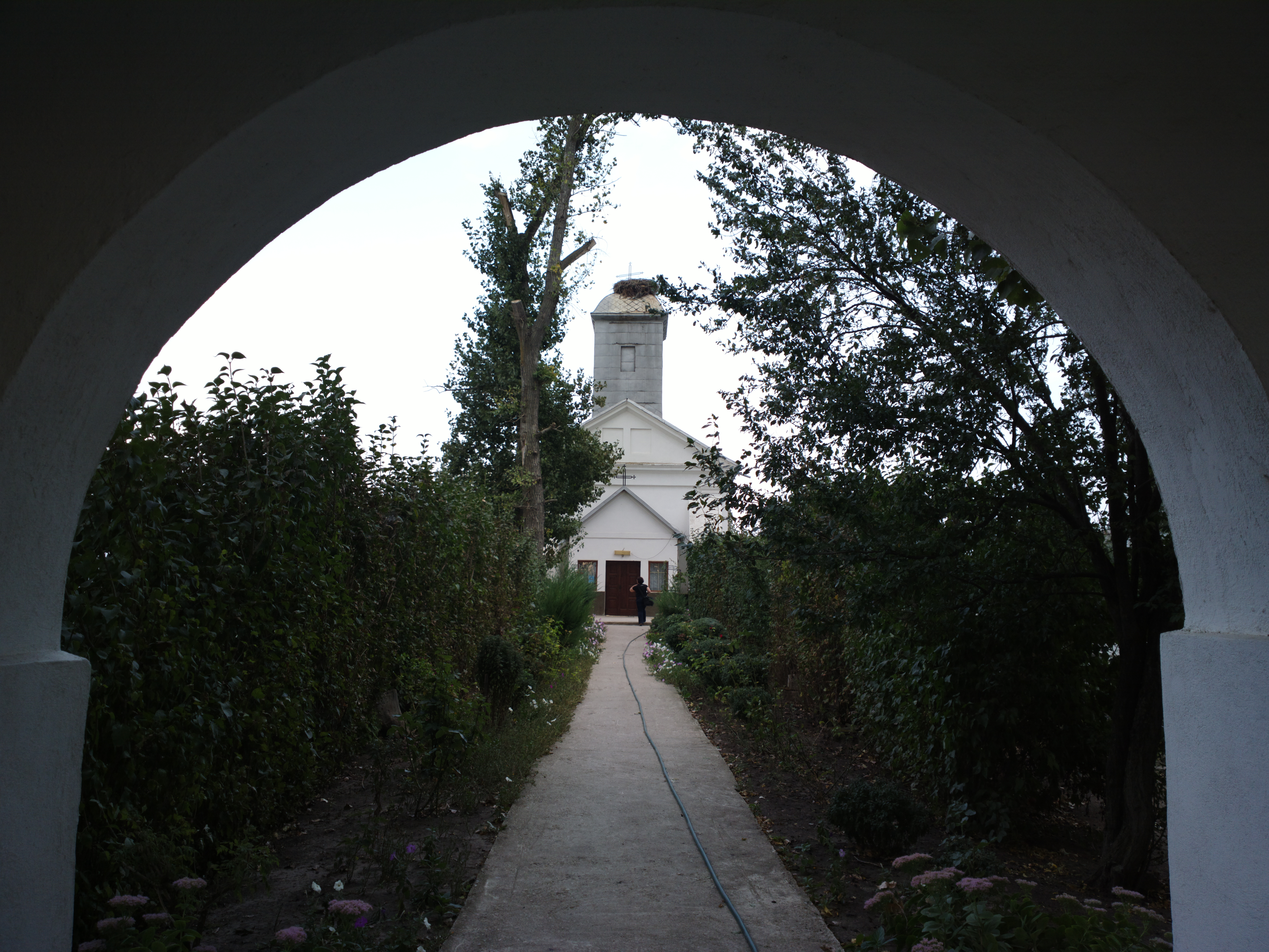
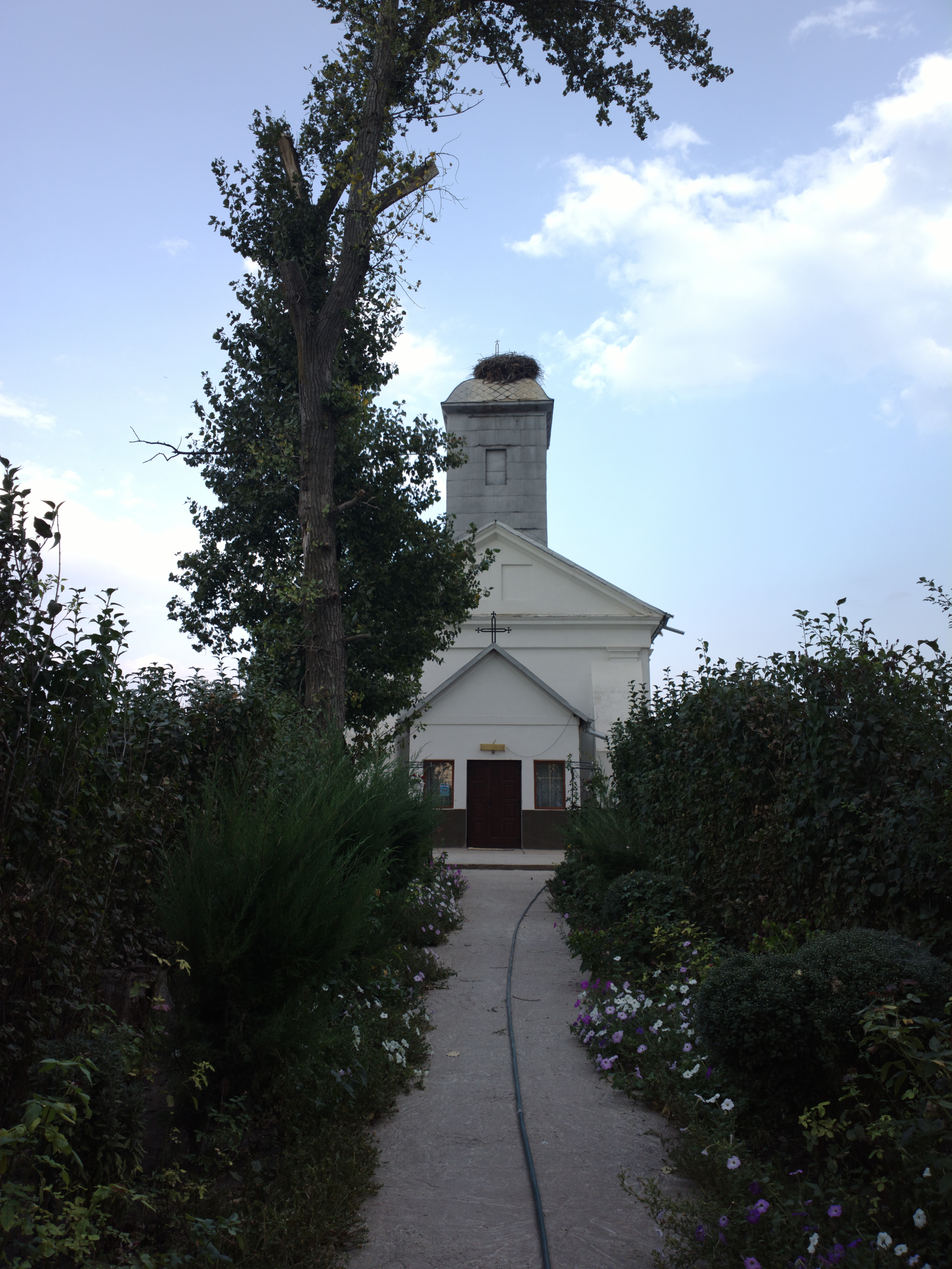
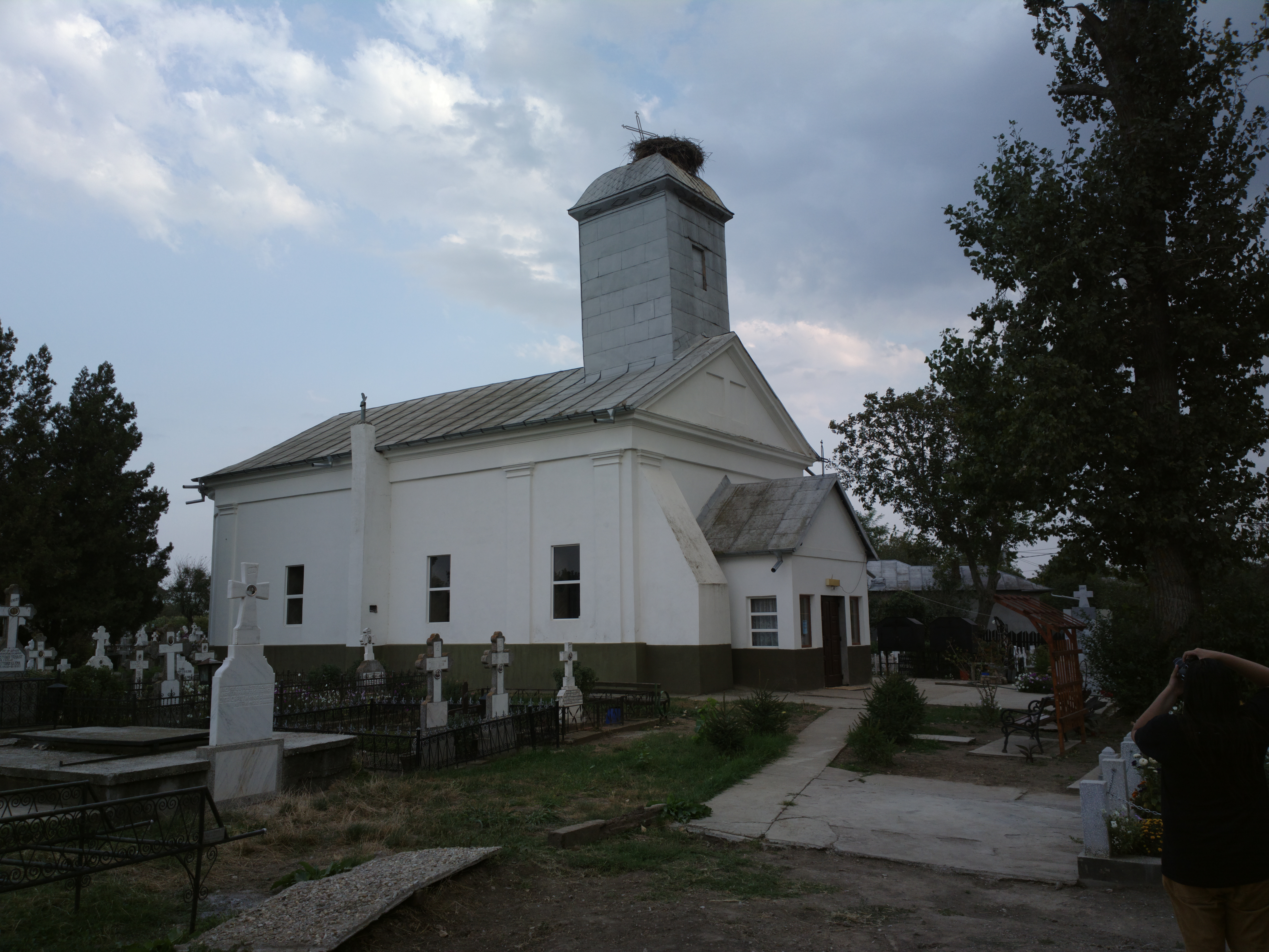
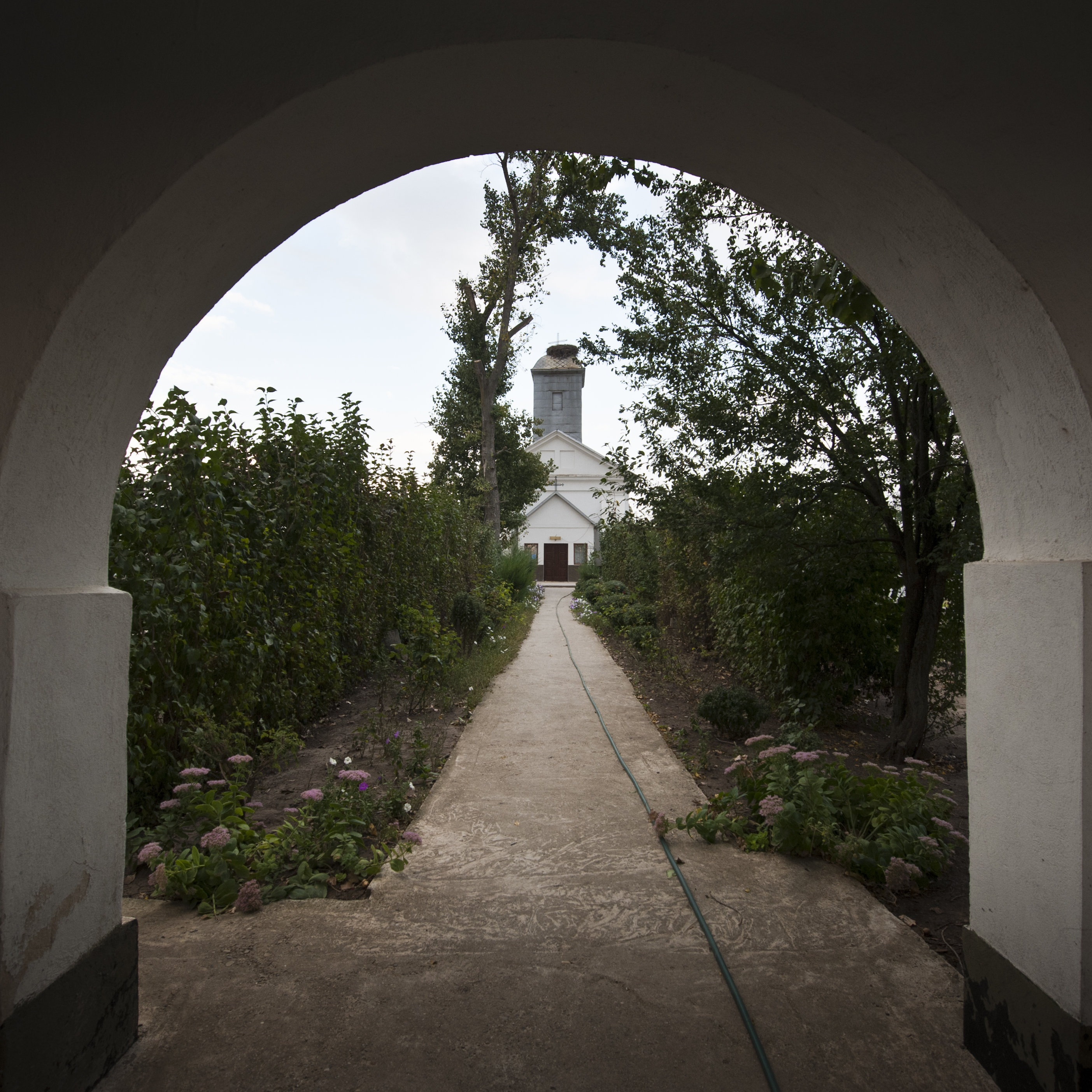